# Laia Costa
Laia Costa Bertrán (Barcelona, 18 februari 1985) is een Spaans actrice.

## Biografie
Laia Costa Bertrán werd in 1985 geboren in Barcelona, Catalonië en studeerde communicatie aan de Universidad Ramon Llull in Barcelona en volgde een cursus theater aan de Nancy Tuñón-school. In 2011 maakte Costa haar televisiedebuut in Spanje en werkte sindsdien in Spanje, Rusland, Duitsland, Argentinië en de Verenigde Staten. Voor de hoofdrol in de Duitse film Victoria won ze zowel de Deutscher Filmpreis als de Catalaanse Premio Gaudí voor beste actrice en werd ze ook genomineerd voor de Europese filmprijs voor beste actrice. In the New York Times werd ze in 2015 genoemd als een van de "Breakthrough Performances of the Fall Season". Tijdens de 70e BAFTA Awards in 2017 werd Costa genomineerd voor de EE Rising Star Award. Datzelfde jaar speelde ze in de Argentijnse film Nieve negra en de Amerikaanse film Newness die in première ging op het Sundance Film Festival.

## Prijzen en nominaties
De belangrijkste:
| Jaar | Prijs                | Categorie                            | Film                                 | Uitslag     |
| ---- | -------------------- | ------------------------------------ | ------------------------------------ | ----------- |
| 2017 | BAFTA Awards         | EE Rising Star Award (publieksprijs) | EE Rising Star Award (publieksprijs) | Genomineerd |
| 2015 | Europese filmprijzen | Beste actrice                        | Victoria                             | Genomineerd |
| 2015 | Deutscher Filmpreis  | Beste actrice                        | Victoria                             | Gewonnen    |